# 全面战争传奇：特洛伊
《全面战争传奇：特洛伊》是一款2020年的回合制策略游戏，由Creative Assembly Sofia开发，SEGA发行。2020年8月作为全面战争传奇系列发布。

## 游戏性
同Creative Assembly以往作品一样，《全面战争传奇：特洛伊》是一款回合制策略游戏。游戏背景设定在特洛伊战争时期，玩家可以在大地图上控制英雄、军队与其他派系展开交战、外交等指令，亦可在小地图上指挥千军万马驰骋沙场。
玩家可从亚该亚人和特洛伊人两派中择一控制：亚该亚人派可玩英雄有阿伽门农、阿喀琉斯、奥德修斯、墨涅拉俄斯；特洛伊人派可玩英雄有萨尔珀冬、赫克托尔、帕里斯、埃涅阿斯。

## 发行
2020年9月24日，游戏首个追加下载内容（DLC）《亚马逊》发布。其追加亚马逊派，可玩英雄为Penthesilea和Hippolyta。